# 並里祐
並里 祐（なみざと たすく、1987年6月13日 - ）は、沖縄県出身の元バスケットボール選手・指導者である。背番号は47。ポジションはガード。選手としての最終所属は佐賀バルーナーズ。熊本ヴォルターズU15阿蘇のヘッドコーチ。プロバスケットボール選手の並里成は実弟。

## 来歴
美来工科高校から中部学院大学を経て、レノヴァ鹿児島に加入。
2011年、bjリーグドラフト会議にて全体12位で岩手ビッグブルズに指名される。2011-12シーズン中は37試合に出場、出場時間443分であったが、シーズン終了間際の2012年4月、選手契約を解除された。
2012年7月、宮崎シャイニングサンズとの選手契約で合意したが、契約締結には至らず、レノヴァ鹿児島に復帰した。
2013年のNBDLオールスターに選出されている。
2014～2016年は浜松・東三河フェニックス、2016年のBリーグ発足後は三遠ネオフェニックスに在籍した。
2017年～2019年は熊本ヴォルターズで活躍。
2019年7月2日、2019年からB3.LEAGUEに参入する佐賀バルーナーズに移籍。2020年05月07日に契約満了に伴い退団、Bリーグ自由交渉選手リストに公示された。
2022年3月1日、現役引退を表明。
2023年4月22日、熊本ヴォルターズU15阿蘇のヘッドコーチに就任。

## 主な成績
| シーズン         | チーム | GP | GS  | MPG  | FG%  | 3P%  | FT%  | RPG | APG | SPG | BPG | TO  | PPG |
| ---------------- | ------ | -- | --- | ---- | ---- | ---- | ---- | --- | --- | --- | --- | --- | --- |
| bj 11-12         | 岩手   | 37 | 1   | 12.0 | 25.0 | 30.0 | 57.7 | 1.0 | 2.2 | 0.5 | 0.0 | 1.2 | 1.5 |
| NBDL 12-13       | 鹿児島 | 32 | 27  | 31.5 | 38.8 | 34.0 | 72.9 | 3.8 | 4.1 | 1.1 | 0.1 | 2.7 | 9.0 |
| bj 14-15         | 浜松   | 51 | 13  | 12.9 | 38.2 | 46.0 | 57.7 | 0.7 | 1.7 | 0.4 | 0.0 | 0.9 | 2.8 |
| bj 15-16         | 浜松   | 48 | 13  | 13.4 | 36.8 | 30.4 | 63.3 | 0.8 | 1.7 | 0.5 | 0.0 | 1.1 | 3.8 |
| B.LEAGUE 2016-17 | 三遠   | 57 | --- | 8.4  | 37.0 | 33.9 | 69.2 | 0.5 | 0.8 | 0.1 | 0.0 | 0.5 | 1.9 |